# Der Adler der Neunten Legion (Roman)
Der Adler der Neunten Legion (englischer Originaltitel The Eagle of the Ninth) ist ein historischer Roman der britischen Schriftstellerin Rosemary Sutcliff, der im Jahr 1954 mit Illustrationen von C. Walter Hodges beim Verlag Oxford University Press veröffentlicht wurde. Die deutsche Erstausgabe in einer Übersetzung von Ilse Wodtke erschien 1964 beim Union-Verlag. Sutcliff setzte die Geschichte der romano-britischen Familie Aquila in den beiden Romanen Der silberne Zweig (1957, englischer Originaltitel The Silver Branch) und Die Fackelträger (bzw. Drachenschiffe drohen am Horizont, englischer Originaltitel The Lantern Bearers) (1959) fort.

## Inhalt
Im Jahr 117 marschiert die Neunte Legion der römischen Armee nach Norden, um jenseits des Hadrianswall einen Aufstand der kaledonischen Stämme zu bekämpfen. Doch von den römischen Soldaten kehrt niemand zurück und ihr Schicksal bleibt rätselhaft. Zehn Jahre später marschiert der 19-jährige Zenturio Marcus Flavius Aquila mit einer Kohorte nach Isca Dumnoniorum. Er ist der Sohn jenes Mannes, der damals die spurlos verschwundene Neunte Legion befehligte. Schon kurz nach seiner Ankunft kommt es zu einem Angriff auf die römische Festung, bei dem Marcus so schwer verwundet wird, dass er zu seinem Leidwesen die Armee verlassen muss. Er kommt bei seinem Onkel in Calleva Atrebatum unter, wo er sich so weit auskurieren kann, dass nur mehr ein lahmes Bein von seinen schweren Verletzungen zeugt. Während dieser Zeit lernt er die Nachbarin Cottia kennen, die später seine Frau wird.
Zusammen mit Esca, einem befreiten Sklaven, macht sich Marcus auf die Suche nach der verschollenen Legion seines Vaters. Getarnt als griechischer Augenarzt reist er von Dorf zu Dorf, bis er endlich von einem ehemaligen Zenturio erfährt, dass die Neunte Legion durch einen Aufstand der nördlichen Stämme vernichtet wurde. Zumindest wurde diese Schande für die Römer durch eine heroische letzte Kampfhandlung eines kleinen Restes – einschließlich Marcus‘ Vater – um die Adlerstandarte der Legion wieder gutgemacht.
Schließlich gelangen Marcus und Esca zu den Epidiern, wo es ihnen gelingt, den vergoldeten, mittlerweile flügellosen Bronzeadler aus einem Heiligtum zu entwenden. Verfolgt von dem beraubten Stamm können die beiden den Adler zurück auf römisches Territorium bringen. Von Rom für seine Dienste belohnt, beschließt Marcus, sich mit seiner Frau Cottia und seinem befreiten Freund Esca als Landbesitzer und Landwirt in Britannien niederzulassen.

## Hintergrund
1866 wurde bei Ausgrabungen in Silchester ein flügelloser römischer Adler gefunden, der heute im Museum von Reading ausgestellt ist. Es gibt unterschiedliche Theorien, wie der Adler dorthin gekommen sein könnte. Es sind keine eindeutigen Legionsadler überliefert.
Rätselhaft schien damals außerdem, was mit der Neunten Legion passiert ist, als diese ungefähr im Jahr 117 nach Kaledonien marschierte. Sutcliff schreibt im Vorwort zu Der Adler der Neunten Legion, dass diese beiden Mysterien die Basis für ihren Roman bildeten. Heute ist umstritten, ob die Legion bei den Kämpfen in Britannien oder eine Generation später im Osten des Reichs gegen die Parther unterging. Sicher ist, dass die Legion spätestens in den Anfangsjahren der Regierung Mark Aurels (Regierungszeit 161–180 n. Chr.) nicht mehr existierte (siehe ausführliche Diskussion im entsprechenden Lemma).

## Rezeption
Kate Agnew schreibt in ihrer Buchrezension: „Von allen historischen Romanen Rosemary Sutcliffs ist Der Adler der Neunten Legion der bekannteste. […] Den römischen Idealen von Ordnung und Disziplin steht die Bewunderung für das Individuum gegenüber, das sich der Unterdrückung widersetzt. Diese abenteuerliche Geschichte mit Humor vermittelt starke moralische Werte.“ In der Jurybegründung für den Deutschen Jugendliteraturpreis heißt es: „Eine sachkundige Schilderung vom Leben der Römer und Britannier zu Zeit der römischen Besatzung. Besonders eindrucksvoll ist die Bewährung der Freundschaft zwischen dem Römer und seinem ehemaligen Sklaven Eska auf dem gefahrvollen gemeinsamen Weg gezeichnet.“

## Auszeichnungen
Der Adler der Neunten Legion stand 1965 auf der Auswahlliste zum Deutschen Jugendliteraturpreis.

## Referenzen
Der Adler der Neunten Legion ist in dem literarischen Nachschlagewerk 1001 Kinder- und Jugendbücher – Lies uns, bevor Du erwachsen bist! für die Altersstufe 12+ Jahre enthalten.

## Ausgaben
- The Eagle of the Ninth. Oxford University Press, UK 1954 (englisch).
- Der Adler der Neunten Legion. Union-Verlag, Berlin 1964.

## Adaptionen
Der Roman wurde 1977 als sechsteilige BBC-Miniserie und 2011 unter der Regie von Kevin Macdonald als Spielfilm mit dem gleichnamigen Titel Der Adler der Neunten Legion verfilmt.